# Cavea
Cavea là một chi thực vật có hoa trong họ Cúc (Asteraceae).

## Loài
Chi Cavea gồm các loài: